# Teos
Koordinaten: 38° 10′ 38″ N, 26° 47′ 6″ O

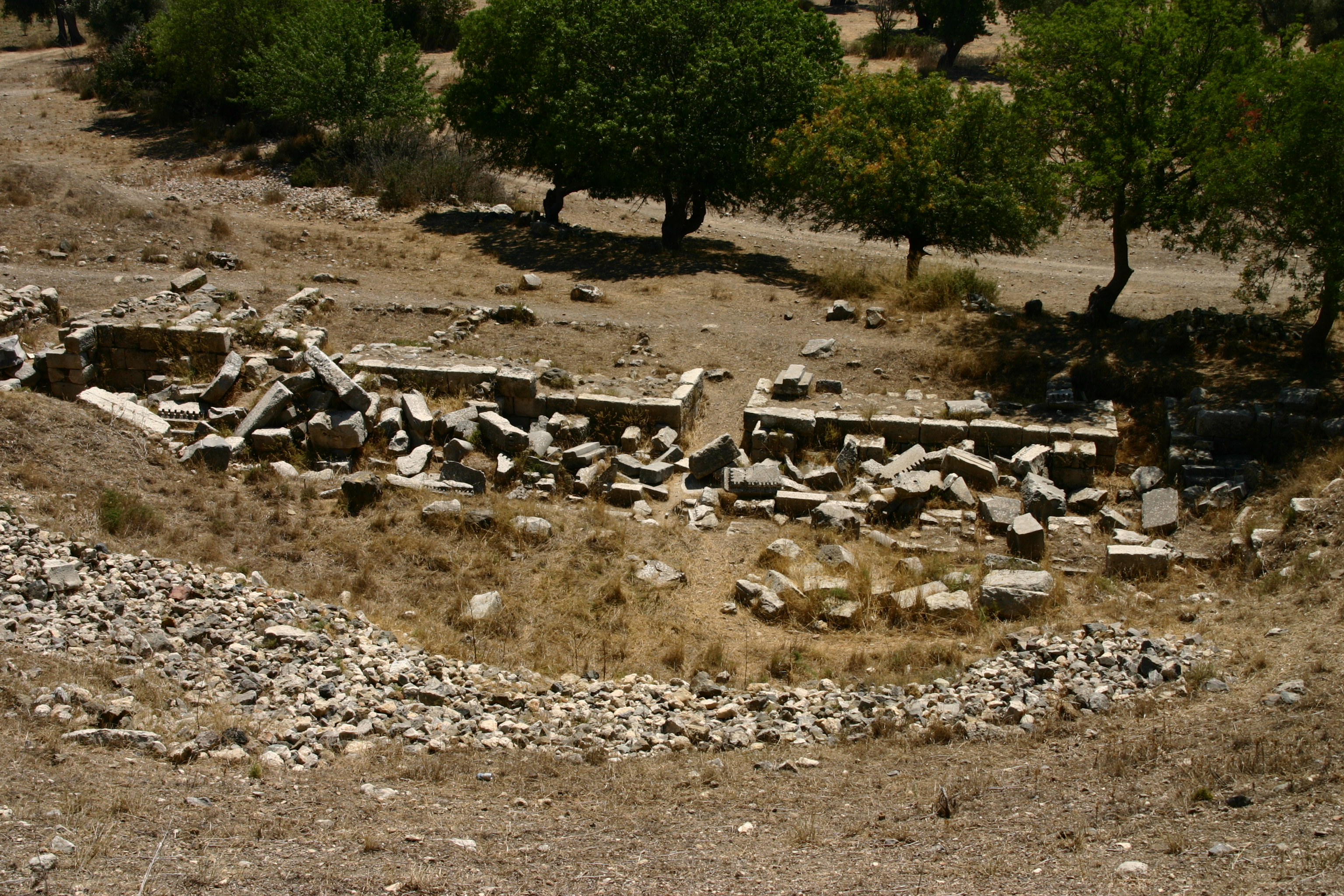
Reste des Theaters von Teos

Teos (altgriechisch Τέως) war eine antike Stadt in Ionien (Kleinasien). Die Stadt liegt rund 35 Kilometer südwestlich der heutigen Stadt Izmir (Türkei), des antiken Smyrna, beim Ort Sığacık.

## Geschichte
545 v. Chr. wurde von Teos aus die thrakische Küstenstadt Abdera (hellenistisches „Schilda“) wiederbesiedelt. Teos – eine Stadt mit dem eigenen lokalen Kalender von Teos – war Mitglied des Ionischen Bundes und beteiligte sich 499 v. Chr. am ionischen Aufstand gegen die Vorherrschaft der Perser, der zu den Perserkriegen zwischen 490 und 479 v. Chr. führte. Am Ende des Peloponnesischen Krieges (431–404 v. Chr.) gelang es Sparta nach der Seeschlacht von Notion, die ionische Hafenstadt zu erobern (407/406 v. Chr.), um sie jedoch nach der Schlacht von Knidos 394 v. Chr. gegen Athen sowie den persischen Satrapen Pharnabazos bald wieder zu verlieren. Durch den sogenannten Königsfrieden von 387/386 v. Chr. wurde Teos Teil des Perserreiches. Die Vorherrschaft der persischen Großkönige über die Stadt endete mit den Eroberungszügen Alexanders des Großen.
Da eine Reihe bedeutender griechischer Inschriften aus Teos erhalten ist, ist besonders die Geschichte der Stadt während des 3. Jahrhunderts v. Chr. gut dokumentiert. Zwischen 306 und 301 versuchte der makedonische König Antigonos I. Monophthalmos, der zu dieser Zeit die Macht über Ionien ausübte, Teos mit der benachbarten Stadt Lebedos in einer neuen Siedlung zu vereinigen (Synoikismos). Das Vorhaben schlug jedoch fehl, da es seinem Konkurrenten Lysimachos gelang, Ionien zu erobern. Lysimachos verfolgte indes eigene Pläne und siedelte die Einwohner von Lebedos nicht in Teos, sondern in Ephesos an. Eine umfangreiche Inschrift berichtet auch davon, dass die Stadt um 300 v. Chr. Opfer eines Überfalls durch einen Söldnertrupp (im Text als „Piraten“ bezeichnet) wurde, die eine Reihe von Bürgern in der Stadt gefangen nahmen und ein hohes Lösegeld forderten. Der Text beschreibt die Maßnahmen, welche die Einwohner der Stadt ergreifen mussten, um das geforderte Lösegeld aufzubringen, und ist nach neuesten Forschungen wahrscheinlich in die Zeit zwischen 287/6 und 283 v. Chr. zu datieren. Wer die „Piraten“ waren und woher sie stammten, geht aus der Inschrift nicht hervor. Vermutlich standen sie aber in Diensten von Lysimachos, der auf diese Weise versuchte, Machtinteressen gegenüber der Stadt durchzusetzen.
Nachdem Lysimachos 281 v. Chr. bei Kouroupedion Schlacht und Leben verloren hatte, übten die Seleukidenkönige bedeutenden Einfluss auf die Stadt aus. Seit 229 v. Chr. meldeten die Herrscher von Pergamon, das inzwischen zu einer bedeutenden politischen Kraft herangewachsen war, erfolgreich Anspruch auf Teos an, eroberten die Stadt und legten ihr die Pflicht zur Zahlung von Tributen auf.
In den Jahren um 200 v. Chr. bedrohte der Erste Kretische Krieg (206/205–201 v. Chr.) die ionischen Küsten. Der seleukidische König Antiochos III. entriss die Stadt den pergamenischen Königen und zog 204/203 v. Chr. in die Stadt ein, wie eine Inschrift berichtet. 190 v. Chr. plünderten die Römer das Umland von Teos, da ihre Einwohner, die auf der Seite von Antiochos standen, sich weigerten, dem Kriegsgegner eingelagerte Vorräte auszuliefern. Antiochos III. verlor den Krieg gegen Rom und musste sich aus Kleinasien zurückziehen. 188 v. Chr. wurde Teos durch den Frieden von Apameia ein zweites Mal Teil des Reiches von Pergamon. An die Wende vom 3. zum 2. Jahrhundert v. Chr. fallen auch die Bemühungen von Teos, den Status einer „heiligen und unverletzlichen“ Polis (polis hiera kai asylos) zu erlangen (Asylie).
Seit der zweiten Hälfte des 3. Jahrhunderts v. Chr. war Teos Sitz eines Vereins von Dionysischen Techniten. Unter diesem Namen schlossen sich Musiker, Schauspieler und Dichter zusammen, um kultische Feiern zur Verehrung der Hauptgottheit der Stadt, Dionysos, in der Form von musikalischen Darbietungen und musischen Wettkämpfen durchzuführen.
Teos war Heimat der Dichter Anakreon und Antimachos, ferner des Büchersammlers Apellikon sowie Geburtsstätte eines Kitharöden namens Athenodoros, der 324 v. Chr. auf der Massenhochzeit von Susa auftrat.

## Archäologie
Wichtige Ruinen sind die Reste des Dionysos-Tempels, der von dem Architekten Hermogenes zwischen 220 und 190 v. Chr. errichtet wurde, ein Odeon mit 11 Sitzreihen und ein hellenistisches Theater des 2. Jahrhunderts v. Chr., das sich am Abhang einer kleinen Akropolis mit archaischen Mauerresten befindet.
Seit 2010 werden in Teos Ausgrabungen unter Leitung von Musa Kadıoğlu von der Universität Ankara durchgeführt.